# Cubicle 7
Cubicle 7 Entertainment Ltd è un'azienda irlandese che si occupa dello sviluppo e delle distribuzione di giochi da tavolo. Conosciuta soprattutto per i titoli ispirati a Doctor Who e Il Signore degli Anelli, venne fondata nella contea di Meath nel 2006, a Stamullen.

## Storia
Angus Abranson e Dave Allsop volevano fondare Cubicle 7 con la volontà di pubblicare nuovo materiale associato al gioco di Allsop SLA Industries. Abranson coinvolse l'amico Dominic McDowall-Thomas nel gennaio 2004 come editore, ma successivamente quello stesso anno alcuni problemi produttivi spinsero Allsop ad abbandonare il progetto, per perseguire nuove opportunità. Nel tardo 2006, Abranson e McDowall-Thomas fondarono ufficialmente Cubicle 7 Entertainment Limited. Sempre nel 2006 l'azienda comprò la piccola casa editrice inglese Heresy Games e pubblicò nel 2009 una nuova edizione di Victoriana. Il primo gioco su licenza che uscì fu Starblazer Adventures. Cubicle 7 distribuì anche il gioco francese Qin: The Warring States nel 2007 e ottenne nel 2009 la licenza per produrre Doctor Who Roleplaying Game. Nel 2008, Cubicle 7 aveva stretto una partnership con altre case editrici, quali Adamant Entertainment, Alephtar Games, Arc Dream Publishing, Cakebread & Walton, Arion Games, John Wick Presents, Khepera Publishing, Monkey House Games, Postmortem Studios, Savage Mojo e Triple Ace Games.
Nel giugno 2009, Cubicle 7 annunciò di essere entrata a far parte del gruppo di aziende Rebellion Developments.
A novembre 2011, Angus Abranson lasciò l'azienda per formarne un'altra, Chronicle City.
A dicembre 2014, Cubicle 7 abbandonò il gruppo Rebellion Developments, in seguito ad una negoziazione condotta dal CEO Dominic McDowall.
Nel dicembre 2017, Dominic McDowall e Cubicle 7 annunciarono lo sviluppo di Warhammer Age of Sigmar, progetto fortemente voluto da McDowall, il quale aveva come obiettivo quello di far tornare in auge lo stile di gioco di Warhammer, che amava in gioventù.
Cubicle 7 si spostò da Oxford, Regno Unito, a Stamullen, irlanda nel 2018.

## Opere

### Giochi di ruolo
Cubicle 7 sviluppa e pubblica i seguenti giochi di ruolo, develops and publishes the following role-playing games:
- Doctor Who Roleplaying Game (basato sulla serie TV)
Vincitore di un Origins Award per Best Card Game nel 2013.[11]
- Primeval (basato sulla serie TV)
- The Laundry (basato sulla serie di romanzi Laundry Files)
- Cthulhu Britannica (una serie di supplementi per un'ambientazione britannica dei giochi di ruolo della serie Call of Cthulhu)
- Victoriana (gioco di ruolo ambientato in una realtà alternativa dell'epoca vittoriana). Originariamente pubblicato da Heresy Games nel 2003, la seconda (2009) e terza edizione (2013) furono curate da Cubicle 7.[3]
- Lone Wolf Adventure Game (basato sulla serie di librigame di Joe Dever Lupo Solitario)
- World War Cthulhu (un fantasy ambientato tra la seconda guerra mondiale e la guerra fredda e parte della serie Call of Cthulhu)
- Rocket Age (un gioco di ruolo strutturato come una retro-pulp space opera, ambientato in un XX secolo in cui Einstein, Tesla e Ray Armstrong guidano un razzo verso Marte)
- Warhammer Fantasy Role-Play[12]
- Soulbound: Warhammer Age of Sigmar Roleplay[13]
- Wrath & Glory - Un Warhammer 40,000 role-playing game, trasferito da Ulisses Spiele.[14] Cubicle 7 pubblicò una versione aggiornata nell'aprile 2020.[15]

#### Cthulhu Britannica
Cthulhu Britannica è una serie di giochi di ruolo prodotti dalla sussidiaria inglese Cubicle 7 Entertainment; sono supplementi a Call of Cthulhu, prodotto da Chaosium, che permettono di giocare in un'ambientazione inglese. Nel 2009 uscì il libro Cthulhu Britannica (2009), che presenta cinque scenari. Altri libri, incluso Shadows over Scotland, vennero pubblicati fino al 2012. L'anno successivo venne aperta una campagna Kickstarter per finanziare la produzione di una "boxed version" della serie, London Boxed Set: tale versione uscì effettivamente nel 2014.

### Carte, dadi e giochi da tavolo
- Doctor Who: The Card Game (basato sulla serie TV)
- Hobbit Tales (ambientato nella Terra di Mezzo)
- Dalek Dice (un gioco di dadi basato su Doctor Who)

### Traduzioni dal francese all'inglese
Cubicle 7 tradusse e distribuì in inglese i seguenti giochi da "Le Septième Cercle":
- Qin (un gioco di ruolo wuxia, ambientato in Cina durante il periodo degli Stati Combattenti)
- Yggdrasill (ambientato nell'epoca vichinga)
- Kuro (un gioco di ruolo Horror-cyberpunk, ambientato in Giappone nel 2046)
- Keltia (roleplay in the Britannia postromana, during the 5th century)

### Partners
- Hot War (Contested Ground)
- Cold City (Contested Ground)
- 3:16 - Carnage Amongst the Stars (Box Ninja Games)

## Riconoscimenti
Cubicle 7 vinse 12 ENnie Awards, 2 Origins Awards, Best in Show, Lucca Comics & Games 2012 e un Golden Geek.